# Lartsé
Lartsé (en macédonien Ларце ; en albanais Llërca) est un village du nord-ouest de la Macédoine du Nord, situé dans la municipalité de Jelino. Le village comptait 1868 habitants en 2002. Il est majoritairement albanais.

## Démographie
Lors du recensement de 2002, le village comptait :
- Albanais : 1 868
- Macédoniens : 0
- Turcs : 0
- Bosniaques : 0
- Autres : 0